# Laelae River
Laelae River är ett vattendrag i Guam (USA).   Det ligger i kommunen Umatac, i den sydvästra delen av Guam, 21 km söder om huvudstaden Hagåtña. 
Den flyter samman med Madog River och bildar  Umatac River strax innan utloppet i Umatac Bay.